# Communauté de communes du Vimeu Industriel
Die Communauté de communes du Vimeu Industriel war ein französischer Gemeindeverband mit der Rechtsform einer Communauté de communes im Département Somme in der Region Hauts-de-France. Sie wurde am 31. Dezember 1996 gegründet und umfasste 14 Gemeinden. Der Verwaltungssitz befand sich im Ort Friville-Escarbotin.

## Historische Entwicklung
Der Gemeindeverband hieß bei seiner Schaffung im Jahr 1964 "Syndicat à Vocation Multiple du Vimeu" (SVMV) und umfasste zunächst die Gemeinden Friville-Escarbotin, Fressenneville, Feuquières-en-Vimeu, Woincourt, Chépy, Méneslies, und nach einigen Monaten Yzengremer. Nach und nach traten auch die Gemeinden Valines, Nibas, Bourseville, Tully, Aigneville, Ochancourt und Béthencourt-sur-Mer dem Verband bei.
Am 1. Januar 2017 wurde der Gemeindeverband mit der Communauté de communes du Vimeu Vert zur neuen Communauté de communes du Vimeu zusammengeschlossen.

## Ehemalige Mitgliedsgemeinden
1. Aigneville
2. Béthencourt-sur-Mer
3. Bourseville
4. Chépy
5. Feuquières-en-Vimeu
6. Fressenneville
7. Friville-Escarbotin
8. Méneslies
9. Nibas
10. Ochancourt
11. Tully
12. Valines
13. Woincourt
14. Yzengremer